# Enric Riera
Enric Riera (Formentera, Illes Balears, 1963). És un pintor formenterer. Llicenciat en Belles Arts, especialitat de pintura, per la Universitat de Barcelona.
Quasi des dels seus inicis, la pintura de Riera ha buscat la simplicitat formal i el traç essencial. També, es podria dir, una manera d'abordar l'abstracció sense renunciar completament a la figura, i sense temor a senyalar sovint els seus vincles afectius amb el paisatge natal, paisatge rigorosament despull i essencial però ple de signes propis molt marcats.
Des de l'any 1987 de creació pictòrica, en els quals ha transformat progressivament la seva pintura en una recurrent representació simbòlica, on el color, quan apareix, és un senyal més en un sistema esquemàtic de signes, per senyalar sense èmfasi, objectes essencials d'un paisatge familiar. Vaixells, escales figueres i peixos són traços que afirmen la simplicitat del seu món.
La seva primera exposició fou l'any 1985. Des d'aleshores ha fet exposicions individuals a Formentera, Eivissa, Palma, Madrid, Muro, Barcelona, Chur (Suïssa), Osaka (Japó). A més a més ha participat en nombroses col·lectives arreu de les Illes Balears; a la península (Barcelona, Sevilla, Elx, Madrid, Dénia...) i a l'estranger (Washington, Galveston, L'Havana, Osaka, Berlin, Atenes, Torí, Manchester, Nicosia...).